# Sabrina Viguier
Sabrina Marie-Christine Viguier (Rodez, 4 de janeiro de 1981) é uma futebolista profissional francesa que atua como defensora.

## Carreira
Sabrina Viguier fez parte do elenco da Seleção Francesa de Futebol Feminino, nas Olimpíadas de 2012. 